# إريكا مان (سياسية)
اريكا مان (بالألمانية: Erika Mann )‏ (و. 1950  م) هي سياسية ألمانية، ولدت في لايبزيغ، هي عضوةٌ الحزب الديمقراطي الاجتماعي الألماني، شاركت في الانتخابات الرئاسية الألمانية 2004.

## مناصب
تولت منصب عضو في البرلمان الأوروبي (20 يوليو 2004–13 يوليو 2009)
- عضو في البرلمان الأوروبي (20 يوليو 1999–19 يوليو 2004)[3]
- عضو في البرلمان الأوروبي (19 يوليو 1994–19 يوليو 1999).[3]